# Rohr in Niederbayern
Rohr in Niederbayern är en kommun och ort i Landkreis Kelheim i Regierungsbezirk Niederbayern i förbundslandet Bayern i Tyskland.